# قليقلة غجرية
قليقلة ميسوجسية (الاسم العلمي:Minuartia mesogitana) هي نوع من النباتات يتبع جنس القليقلة من الفصيلة القرنفلية.